# ذا مونستر (أغنية إمينم)
ذا مونستر هي أغنية من قبل مغني الهيب هوب الأمريكي إمينم، مع اشتراك المغنية البربادوسية ريانا، مأخوذة من ألبوم إمينم الإستديو الثامن ذا مارشال ماذرز إل بي 2. الأغنية من كتابة مارشال ماذرز، جون بيليون وبيبي ريكسه، وأنتجت بواسطة فرينكويسي. تعتبر «ذا مونستر» رابع تعاون بين إمينم وريانا، بعد «لوف ذا واي يو لاي» وتتمته (2010)، و«نمب» (2012). صدرت الأغنية في 29 أكتوبر، 2013، كأغنية منفردة رابعة من الألبوم. تتكلم الأغنية عن ريانا بأنها على وشك من السيطرة على الشياطين الموجودة في داخلها، في حين إمينم يفكر بالآثار السلبية التي أتت مع الشهرة.

## الكتابة والإنتاج
في نوفمبر 2012، المغنية بيبي ريكسه كانت في استوديوهات ستيديم ريد في هارلم، نيويورك تعمل على أغاني تريد إدراجها في ألبومها الإستديو الأول. خلال جلسة التسجيل بيبي «كانت في مكان مظلم جداً، وكانت تحاول الخروج من هذا المكان». في تلك اللحظة، كتبت الهوك لأغنية «ذا مونستر»; وفي اللحظة التي كتبتها عرفت بأن الأغنية سوف يؤديها إمينم. بدأ المدير المسؤول في أي أند آر لتسجيلات شيدي، ريغز موراليس بالبحث عن بعض الأغاني التي يمكن إدراجها في الألبوم الإستديو الثامن لإمينم. عندما قام منتج «ذا مونستر»، فرينكويسي بتشغيل الأغنية إلى ريغز «أعجب في الأغنية كثيراً» وسأله بأن يرسلها إلى إمينم. في 11 سبتمبر، 2013، ريانا كتبت على التويتر بأنها سجلت «#مونستر» هوك مع أحد فنانيها المفضلين.

## الإصدار
في 22 أكتوبر، كشف إمينم قائمة أغاني ألبومه الإستديو الثامن، ذا مارشال ماذرز إل بي 2، وكانت تشمل على «ذا مونتسر» مع اشتراك ريانا.
| ذا مونستر (أغنية إمينم) | النظرة إلى وراء هذه الأغنية، ما تقول، أعتقدت بأنها سوف تكون فكرة جيدة بأن تشترك ريانا في هذه الأغنية لأنني أعتقد بأن الناس ينظرون إلينا وكأننا مجانين. هذا واحد من الأشياء التي كنت أقول لها أثناء تسجيل هذه الأغنية: أعتقد بأن الناس ينظرون إلينا وكأننا مجانين قليلاً - إمينم يتحدث عن العمل مع ريانا مرة أخرى لأخبار إم تي في. | ذا مونستر (أغنية إمينم) |

## استقبال النقاد
ألان ريبل من ABC News تمتعت بالأغنية، وصفتها بأنها «نقطة بارزة في مهنته الفنية» و«قافية شخصية عن تاريخه». أشاد كيث ميرفي من Vibe المحتوى الغنائي للأغنية ولكن وجد بأن الأغنية باهتة. جيم فاربر من The New York Daily News وجد بأن الأغنية تختلف عن أغنيتة المنفردة السابقة، «راب قود» ومشابهة جداً للأغنية «لوف ذا واي يو لاي»، ولكن يقدر بأن إمينم «لديه بعض المقاطع الجيدة في الأغنية».

## الأداء التجاري
| |  |  |
| تعادلت ريانا مع مايكل جاكسون في المركز الثالث في قائمة أكثر فنان لديه أغاني في المركز الأول في تاريخ بيلبورد. |  |  |

{{صورة مزدوجة|left/right/center|Image 1|Taille 1|Image 2|Taille 2|Légende de gauche|[légende de droite]}}

### أمريكا الشمالية
دخلت «ذا مونستر» لأول مرة على بيلبورد هوت 100 في المركز الثالث، في 6 نوفمبر، 2013، أصبحت ثالث أفضل دخول لأغنية لإمينم بعد «نوت أفريد» (المركز الأول، 2010) و«لوف ذا واي يو لاي» مع اشتراك ريانا أيضاً (المركز الثاني، 2010). أعطى هذا الدخول ريانا خمسة وعشرين أغنية في المراكز العشرة الأولى. مع هذا الإنجاز، تعادلت مع إلفيس بريسلي في المركز الثامن في قائمة أكثر الفنانين الذين لديهم أغاني في المراكز العشرة الأولى في تاريخ هذا الرسم البياني. كما أعطى هذا الإنجاز ريانا الشرف بكونها أسرع النساء التي حصلت على أغاني داخل المراكز العشرة الأولى (مع ثماني سنوات وأربعة أشهر منذ أول أغنية منفردة)، تفوقت على مادونا لمدة ثلاثة أشهر. علاوة على ذلك، الأغنية أصبحت الخمسة والأربعين دخول في الرسم البياني، تعادلت مع ماريا كاري في المركز الثامن في قائمة أكثر ظهور في الرسم البياني بين النساء. الأغنية تصدرت هوت 100 في الأسبوع السابع على الرسم البياني، بعد أن مضت أربعة أسابيع متتالية في المركز الثاني. صعود الأغنية إلى القمة أعطى ريانا ثلاثة عشر أغنية في المركز الأول في الولايات المتحدة، وبهذا تعادلت مع مايكل جاكسون في المركز الثالث في قائمة أكثر فنان لديه أغاني في المركز الأول في تاريخ الرسم البياني. بالإضافة إلى ذلك، أصبحت ريانا أسرع فنان منفرد يحقق هذا الإنجاز بأن يحصل على ثلاثة عشر أغنية في القمة، وبهذا تجاوزت الرقم القياسي التي حققته ماريا كاري. في كندا، الأغنية دخلت لأول مرة المركز الأول في كندا هوت 100.

### أوروبا
في المملكة المتحدة، دخلت «ذا مونستر» لأول مرة المركز الأول على الرسم البياني البريطاني للأغاني المنفردة في 3 نوفمبر، 2013 مع 74,674 نسخة بيعت في الأسبوع الأول. أصبحت الأغنية لإمينم وريانا ثامن أغنية تصل إلى المركز الأول في هذا البلد على التوالي. أصبحت أول أغنية لإمينم تصل إلى المركز الأول على هذا الرسم البياني كفنان رئيسي منذ «لايك توي سولديرز» في عام 2005. بالنسبة لريانا، أصبحت مع إلفيس بريسلي وذا بيتلز في تاريخ الرسم البياني، وأنها واحدة من ثلاث فنانين حصلوا على سبعة أغاني في المركز الأول في بريطانيا على مدى سبع سنوات متتالية.

## الأغنية المصورة
الأغنية المصورة للأغنية «ذا مونستر» كانت من إخراج ريتش لي. تم تصوير الأغنية المصورة في 20 نوفمبر، 2013 في ديترويت. الفيديو، صدر في 16 ديسمبر، 2013، وكان يضم عدة مشاهد من أغاني مصورة لإمينم قديمة بما في ذلك «ماي نيم إز»، «لوز يور سيلف»، «ذا واي آي آم» والأداء الحي لأغنية «ستان» مع إلتون جون في حفل توزيع جوائز الغرامي الثالث والأربعين.

## الصيغ وقائمة الأغاني
- أسطوانة منفردة

1. «ذا مونستر»  (Explicit) (مع ريانا)  — 4:10
2. «ذا مونستر» (Edited) (مع ريانا) — 4:10

## الرسوم البيانية
| الرسم البياني (2013)                                     | المركز | المصادر |
| -------------------------------------------------------- | ------ | ------- |
| أستراليا (ARIA)                                          | 1      | [ 17 ]  |
| النمسا (Ö3 Austria Top 40)                               | 6      | [ 18 ]  |
| بلجيكا (Ultratop 50 Flanders)                            | 2      | [ 19 ]  |
| بلجيكا (Ultratop 50 Wallonia)                            | 4      | [ 20 ]  |
| البرازيل (Hot 100 Airplay)                               | 1      | [ 21 ]  |
| بلغاريا (IFPI)                                           | 2      | [ 22 ]  |
| كندا (Canadian Hot 100)                                  | 1      | [ 23 ]  |
| جمهورية التشيك (IFPI)                                    | 4      | [ 24 ]  |
| الدنمارك (Tracklisten)                                   | 2      | [ 25 ]  |
| فنلندا (Suomen virallinen lista)                         | 1      | [ 26 ]  |
| فرنسا (SNEP)                                             | 1      | [ 27 ]  |
| ألمانيا (Media Control Charts)                           | 3      | [ 28 ]  |
| اليونان (IFPI Airplay)                                   | 17     | [ 29 ]  |
| اليونان (IFPI Digital Songs)                             | 2      | [ 30 ]  |
| المجر (Rádiós Top 40)                                    | 30     | [ 31 ]  |
| المجر (Single Top 20)                                    | 2      | [ 32 ]  |
| المجر (Stream Top 10)                                    | 4      | [ 32 ]  |
| أيرلندا (IRMA)                                           | 1      | [ 33 ]  |
| إيطاليا (FIMI)                                           | 5      | [ 34 ]  |
| المكسيك (Monitor Latino)                                 | 3      | [ 35 ]  |
| اليابان (Billboard Japan Hot 100)                        | 20     | [ 36 ]  |
| هولندا (Mega Single Top 100)                             | 3      | [ 37 ]  |
| نيوزيلندا (Recorded Music NZ)                            | 1      | [ 38 ]  |
| النرويج (VG-lista)                                       | 1      | [ 39 ]  |
| بولندا (Polish Airplay Top 20)                           | 1      | [ 40 ]  |
| إسكتلندا (OCC)                                           | 1      | [ 41 ]  |
| سلوفاكيا (IFPI)                                          | 1      | [ 42 ]  |
| إسبانيا (PROMUSICAE)                                     | 9      | [ 43 ]  |
| السويد (Sverigetopplistan)                               | 1      | [ 44 ]  |
| سويسرا (Schweizer Hitparade)                             | 1      | [ 45 ]  |
| المملكة المتحدة (OCC)                                    | 1      | [ 46 ]  |
| المملكة المتحدة (OCC R&B)                                | 1      | [ 47 ]  |
| المملكة المتحدة (OCC Digital)                            | 1      | [ 48 ]  |
| الولايات المتحدة (Billboard Hot 100)                     | 1      | [ 49 ]  |
| الولايات المتحدة (Billboard Adult Pop Songs)             | 23     | [ 50 ]  |
| الولايات المتحدة (Billboard Dance Club Songs)            | 22     | [ 51 ]  |
| الولايات المتحدة (Billboard Dance/Mix Show Airplay)      | 11     | [ 52 ]  |
| الولايات المتحدة (Billboard Digital Songs)               | 1      | [ 53 ]  |
| الولايات المتحدة (Billboard Latin Airplay)               | 27     | [ 54 ]  |
| الولايات المتحدة (Billboard Latin Pop Songs)             | 19     | [ 55 ]  |
| الولايات المتحدة (Billboard On-Demand Songs)             | 1      | [ 56 ]  |
| الولايات المتحدة (Billboard Pop Songs)                   | 1      | [ 57 ]  |
| الولايات المتحدة (Billboard R&B/Hip-Hop Airplay)         | 22     | [ 58 ]  |
| الولايات المتحدة (Billboard R&B/Hip-Hop Digital Songs)   | 1      | [ 59 ]  |
| الولايات المتحدة (Billboard Hot R&B/Hip-Hop Songs)       | 1      | [ 60 ]  |
| الولايات المتحدة (Billboard R&B/Hip-Hop Streaming Songs) | 1      | [ 61 ]  |
| الولايات المتحدة (Billboard Radio Songs)                 | 4      | [ 62 ]  |
| الولايات المتحدة (Billboard Hot Rap Songs)               | 1      | [ 62 ]  |
| الولايات المتحدة (Billboard Rhythmic Songs)              | 1      | [ 63 ]  |
| الولايات المتحدة (Billboard Rap Streaming Songs)         | 1      | [ 64 ]  |
| الولايات المتحدة (Billboard Ringtones)                   | 2      | [ 65 ]  |
| الولايات المتحدة (Billboard Streaming Songs)             | 1      | [ 66 ]  |
| الولايات المتحدة (Billboard YouTube)                     | 1      | [ 67 ]  |
| فنزويلا (Record Report Pop Rock)                         | 1      | [ 68 ]  |

| الرسم البياني (2013)                               | المركز | المصادر |
| -------------------------------------------------- | ------ | ------- |
| أستراليا (ARIA)                                    | 24     | [ 69 ]  |
| إيطاليا (FIMI)                                     | 87     | [ 70 ]  |
| نيوزيلندا (Recorded Music NZ)                      | 34     | [ 71 ]  |
| الولايات المتحدة (Billboard Hot R&B/Hip-Hop Songs) | 42     | [ 72 ]  |
| الولايات المتحدة (Billboard Rap Songs)             | 32     | [ 73 ]  |

## الشهادات
| الدولة           | المزود         | الشهادات     | المبيعات  | المصادر |
| ---------------- | -------------- | ------------ | --------- | ------- |
| أستراليا         | (ARIA)         | 4× بلاتينيوم | 280,000   | [ 71 ]  |
| بلجيكا           | (BEA)          | قولد         | 15,000    | [ 74 ]  |
| كندا             | (Music Canada) | 2× بلاتينيوم | 160,000   | [ 75 ]  |
| الدنمارك         | (IFPI Denmark) | 3× بلاتينيوم | 90,000    | [ 76 ]  |
| إيطاليا          | (FIMI)         | بلاتينيوم    | 30,000    | [ 77 ]  |
| المكسيك          | (AMPROFON)     | قولد         | 30,000    | [ 78 ]  |
| نيوزيلندا        | (RMNZ)         | 2× بلاتينيوم | 30,000    | [ 79 ]  |
| المملكة المتحدة  | (BPI)          | قولد         | 400,000   | [ 80 ]  |
| الولايات المتحدة | (RIAA)         | 3× بلاتينيوم | 3,000,000 | [ 81 ]  |
| فنزويلا          | (APFV)         | قولد         | 15,000    | [ 82 ]  |

## تاريخ الإصدار
| الدولة           | التاريخ         | نوع الإصدار               | الشركة المنتجة          | المصادر              |
| فرنسا            | 29 أكتوبر، 2013 | تحميل رقمي                | أفتير ماث إنترسكوب شيدي | [ 83 ]               |
| ألمانيا          | 29 أكتوبر، 2013 | تحميل رقمي                | أفتير ماث إنترسكوب شيدي | [ 84 ]               |
| إيطاليا          | 29 أكتوبر، 2013 | تحميل رقمي                | أفتير ماث إنترسكوب شيدي | [ 85 ]               |
| إسبانيا          | 29 أكتوبر، 2013 | تحميل رقمي                | أفتير ماث إنترسكوب شيدي | [ 86 ]               |
| المملكة المتحدة  | 29 أكتوبر، 2013 | تحميل رقمي                | أفتير ماث إنترسكوب شيدي | [ 87 ]               |
| الولايات المتحدة | 29 أكتوبر، 2013 | تحميل رقمي                | أفتير ماث إنترسكوب شيدي | [ 88 ]               |
| إيطاليا          | 29 أكتوبر، 2013 | كونتيمبوراري هيت رايدو    | يونيفرسال               | [ 89 ]               |
| المملكة المتحدة  | 30 أكتوبر، 2013 | كونتيمبوراري هيت رايدو    | أفتير ماث إنترسكوب شيدي | [ 90 ] [ 91 ]        |
| المملكة المتحدة  | 31 أكتوبر، 2013 | آيربان كونتيمبوراري رايدو | أفتير ماث إنترسكوب شيدي | [ 90 ] [ 91 ]        |
| الولايات المتحدة | 5 نوفمبر، 2013  | كونتيمبوراري هيت رايدو    | أفتير ماث إنترسكوب شيدي | [ 10 ] [ 92 ] [ 93 ] |
| الولايات المتحدة | 5 نوفمبر، 2013  | ريذمك كونتيمبوراري رايدو  | أفتير ماث إنترسكوب شيدي | [ 10 ] [ 92 ] [ 93 ] |
| الولايات المتحدة | 11 نوفمبر، 2013 | آيربان كونتيمبوراري رايدو | أفتير ماث إنترسكوب شيدي | [ 10 ] [ 92 ] [ 93 ] |
| ألمانيا          | 18 نوفمبر، 2013 | أسطوانة منفردة            | إنترسكوب يونيفرسال      | [ 94 ]               |
| ---------------- | --------------- | ------------------------- | ----------------------- | -------------------- |